# Atmósfera de Marte
| Mars from Hubble Space Telescope October 28, 2005 with sandstorm visible. |          |
| Dióxido de carbono                                                        | 95.32%   |
| Nitrógeno                                                                 | 2.8103%  |
| Argón                                                                     | 1.6%     |
| Oxígeno                                                                   | 0.12954% |
| Monóxido de carbono                                                       | 0.07%    |
| Vapor de agua                                                             | 0.03%    |
| Óxido nítrico                                                             | 0.013%   |
| Neón                                                                      | 2.5 ppm  |
| Criptón                                                                   | 30 ppb   |
| Xenón                                                                     | 80 ppb   |
| Ozono                                                                     | 30 ppb   |
| Metano                                                                    | 10.5 ppb |

La atmósfera de Marte está compuesta principalmente por dióxido de carbono (95%), nitrógeno (3%) y argón (1,6%), y contiene trazas de oxígeno, agua y metano, siendo muy diferente a la atmósfera de la Tierra. Recientemente ha habido mayor interés en el estudio de su composición por la detección de pequeñas cantidades de metano, que podrían indicar la existencia de alguna forma de vida.
La atmósfera en Marte es ligera, y la presión atmosférica en la superficie varía de 36,6 Pa (0,0366 kPa) en la cumbre del monte Olimpo a más de 1155 Pa (1,155 kPa) en las depresiones de Hellas Planitia con una presión media de la superficie de 600 Pa (0,600kPa), frente a la presión de 101300 Pa (101,3 kPa) terrestre. La atmósfera de Marte es muy polvorienta, dando al cielo marciano un color amarillento cuando se ve desde la superficie. Los datos transmitidos por los vehículos Mars Exploration Rovers indican que las partículas en suspensión tiene alrededor de 1,5 micrómetros. La densidad atmosférica más alta en Marte es igual a la densidad que se encuentra a 35 km sobre la superficie de la Tierra.
Existe una continua pérdida de atmósfera que escapa al espacio exterior. Se calcula que cada segundo se pierden entre 1 y 2kg de atmósfera.

## Estructura
La atmósfera de Marte está compuesta por las siguientes capas:
- Atmósfera inferior: Es cálida debido al calentamiento por el polvo en suspensión y el suelo.
- Atmósfera media: Marte tiene una corriente en chorro que fluye en esta región.
- Atmósfera superior, o termosfera: Esta región tiene temperaturas muy altas causadas por el calor del sol. En este nivel, los gases empiezan a separarse el uno del otro en lugar de mezclarse, tal como ocurre en la atmósfera inferior.
- Exosfera: a partir 200 km o más. Esta región es donde existen las últimas briznas de la atmósfera que se mezcla con el espacio exterior. No hay un límite claro, sino que los gases son gradualmente cada vez menos densos.

## Composición

Componentes en el cielo de Marte.

### Dióxido de carbono
El componente principal de la atmósfera de Marte es el dióxido de carbono (CO2). Cada polo permanece en un período de oscuridad continua durante el invierno de su hemisferio, lo que enfría la superficie de tal manera que el 25% de CO2 en la atmósfera se condensa en forma sólida (hielo seco) que forma una capa de hielo en los polos. Cuando el polo se vuelve a exponer a la luz solar durante el verano marciano, se sublima el CO2 congelado, regresando a la atmósfera. Este proceso conduce a una gran variación de la presión atmosférica y la composición en torno a los polos marcianos, pero su nivel es muy bajo para provocar un efecto invernadero y calentar la atmósfera del planeta.

### Agua
Otros aspectos de la atmósfera marciana pueden variar significativamente. Con la sublimación del dióxido de carbono durante el verano marciano aparecen trazas de agua. Las ráfagas de viento estacional barren los polos a una velocidad de alrededor de 400 km/h. Estas tormentas estacionales arrastran grandes cantidades de vapor de agua y polvo formando escarcha y nubes tipo stratus similares a las de la Tierra. Estas nubes azules o rosadas fueron fotografiadas por el Pathfinder en 1997 y por Opportunity en 2004.

## Pérdida de la atmósfera
La atmósfera de Marte escapa al espacio exterior lentamente -pero de forma continuada- a lo largo del tiempo. La principal causa de este escape es el viento solar. Al no existir un campo magnético significativo, las partículas cargadas eléctricamente del viento solar penetran en la atmósfera. El magnetismo de estas partículas interactúa con los iones de la atmósfera y les dan suficiente aceleración como para que algunas logren la velocidad de escape y abandonen el planeta. También golpean las partículas neutras, dándoles también una aceleración semejante en algunos casos. En 2015 la sonda espacial MAVEN midió la tasa de pérdida de la atmósfera, y el resultado fue que cada segundo escapa al espacio exterior más de 100 gramos de la atmósfera de Marte, siendo entre 10 y 20 veces superior durante las erupciones solares.